# نیندورف (برگن)
نیندورف (به آلمانی: Nindorf) یک منطقهٔ مسکونی در آلمان است که در برگن (منطقه سله) واقع شده‌است. نیندورف ۱٬۶۵۶ نفر جمعیت دارد.